# Leichtathletik-Weltmeisterschaften 1993/10.000 m der Männer

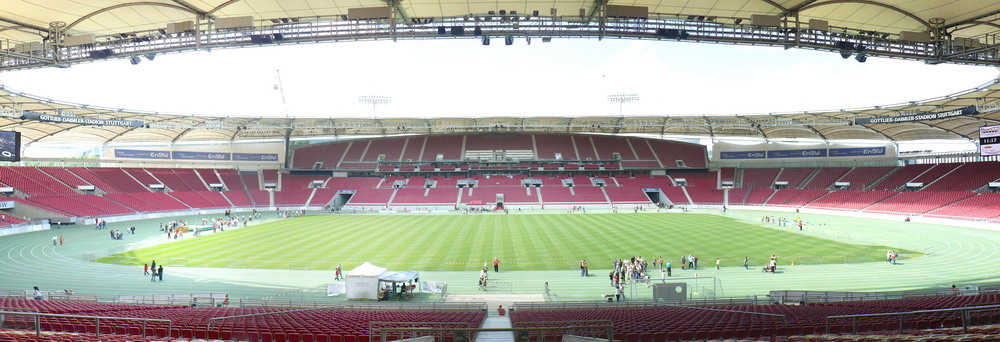
Das Stuttgarter Gottlieb-Daimler-Stadion im Jahr 2007

Der 10.000-Meter-Lauf der Männer bei den Leichtathletik-Weltmeisterschaften 1993 wurde am 20. und 22. August 1993 im Stuttgarter Gottlieb-Daimler-Stadion ausgetragen.
In diesem Wettbewerb errangen die Läufer aus Kenia mit Silber und Bronze zwei Medaillen. Weltmeister wurde der Äthiopier Haile Gebrselassie, der hier am Beginn einer großen Sportkarriere seine ersten Erfolge auf Weltniveau feiern durfte. Eine knappe Woche vorher hatte Gebrselassie die Silbermedaille über 5000 Meter errungen. Bereits im Juni dieses Jahres hatte er bei den Afrikameisterschaften Silber über 5000 und Bronze über 10.000 Meter gewonnen. Den zweiten Rang belegte Titelverteidiger Moses Tanui. Bronze ging an Richard Chelimo der bei den Olympischen Spielen 1992 sowie den Weltmeisterschaften 1991 jeweils Silber gewonnen hatte.
Das Rennen verlief sehr spannend, auf den letzten beiden Kilometern war es ein Duell zwischen Gebrselassie und Tanui, der ständig führte, während der Äthiopier auch nach einer deutlichen Tempoverlangsamung nicht die Spitze übernahm. Zu Beginn der letzten Runde verlor Tanui einen Schuh, spurtete aber dennoch entschlossen und konnte sich einige Meter von Gebrselassie absetzen. Doch dieser kam auf der Zielgeraden wieder heran und wurde Weltmeister. Die Zeiten für die letzten vierhundert Meter waren absolut hochklassig: Gebrselassie 54,98 s / Tanui 55,66 s. Nach dem Rennen verweigerte Tanui dem Sieger erbost den Handschlag, weil er sich unfair bedrängt fühlte. Er warf dem Äthiopier vor, ihm ständig auf den Schuh getreten zu haben, was schließlich sogar zum Schuhverlust geführt habe. Objektiv bleibt offen, inwieweit Gebrselassie hier Absicht unterstellt werden kann.
Die afrikanische Dominanz war auf dieser längsten Bahnstrecke nicht so groß wie über 5000 Meter. Als bester Nicht-Afrikaner kam der Deutsche Stéphane Franke auf den vierten Platz. Der Italiener Francesco Panetta, der 1987 Vizeweltmeister über 10.000 Meter und Weltmeister über 3000 Meter Hindernis war, belegte Rang sechs.

## Bestehende Rekorde
| Weltrekord               | 26:58,38 min | Yobes Ondieki | Oslo, Norwegen          | 10. Juli 1993   |
| Weltmeisterschaftsrekord | 27:38,63 min | Paul Kipkoech | WM 1987 in Rom, Italien | 29. August 1987 |

Der bestehende WM-Rekord wurde bei diesen Weltmeisterschaften nicht eingestellt und nicht verbessert.

## Vorrunde
Bei 35 Teilnehmern wurde es notwendig, eine Vorrunde anzusetzen. Es gab zwei Vorläufe. Die ersten acht Athleten pro Lauf – hellblau unterlegt – sowie die darüber hinaus vier zeitschnellsten Läufer – hellgrün unterlegt – qualifizierten sich für das Viertelfinale.

### Vorlauf 1

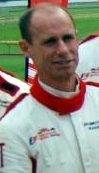
Steve Moneghetti, 1987 WM-Dritter im Marathonlauf, wurde Zwölfter seines Vorlaufs und schied damit aus

20. August 1993, 18:45 Uhr
| Platz | Name                 | Nation      | Zeit (min) |
| ----- | -------------------- | ----------- | ---------- |
| 1     | Antonio Fabián Silio | Argentinien | 28:16,62   |
| 2     | Haile Gebrselassie   | Äthiopien   | 28:17,95   |
| 3     | Moses Tanui          | Kenia       | 28:18,56   |
| 4     | Richard Chelimo      | Kenia       | 28:18,70   |
| 5     | Boay Akonay          | Tansania    | 28:18,97   |
| 6     | Stéphane Franke      | Deutschland | 28:19,11   |
| 7     | Francesco Panetta    | Italien     | 28:20,49   |
| 8     | Germán Silva         | Mexiko      | 28:22,16   |
| 9     | José Carlos Adán     | Spanien     | 28:23,08   |
| 10    | Steve Plasencia      | USA         | 28:40,69   |
| 11    | Fackson Nkandu       | Sambia      | 29:03,67   |
| 12    | Steve Moneghetti     | Australien  | 29:21,18   |
| 13    | Domingos Castro      | Portugal    | 29:35,47   |
| 14    | Nozomi Saho          | Japan       | 29:36,40   |
| 15    | John Mwathiwa        | Malawi      | 29:45,55   |
| DNF   | Zoltán Káldy         | Ungarn      |            |
| DNF   | Mohamed Moosa Ahmed  | Palästina   |            |
| DNF   | José Regalo          | Portugal    |            |

### Vorlauf 2
20. August 1993, 19:20 Uhr
| Platz | Name                  | Nation    | Zeit (min) |
| ----- | --------------------- | --------- | ---------- |
| 1     | Salvatore Antibo      | Italien   | 28:27,48   |
| 2     | Fita Bayisa           | Äthiopien | 28:28,32   |
| 3     | William Sigei         | Kenia     | 28:28,33   |
| 4     | Todd Williams         | USA       | 28:28,62   |
| 5     | Dan Nelson            | USA       | 28:28,76   |
| 6     | Aloÿs Nizigama        | Burundi   | 28:29,18   |
| 7     | Tadashi Fukushima     | Japan     | 28:29,49   |
| 8     | Oleg Strizhakov       | Russland  | 28:29,84   |
| 9     | Antonio Serrano       | Spanien   | 28:31,48   |
| 10    | Armando Quintanilla   | Mexiko    | 28:34,57   |
| 11    | Rolando Vera          | Ecuador   | 28:35,45   |
| 12    | Martín Pitayo         | Mexiko    | 28:54,23   |
| 13    | Tendai Chimusasa      | Simbabwe  | 28:57,68   |
| 14    | Luis Jesus            | Portugal  | 29:12,00   |
| 15    | Jun Hiratsuka         | Japan     | 29:12,22   |
| 16    | Ramachandran Murusamy | Malaysia  | 29:38,97   |
| 17    | Gopal Thein Win       | Myanmar   | 29:56,61   |
| DNS   | Mathias Ntawulikura   | Ruanda    |            |

## Finale

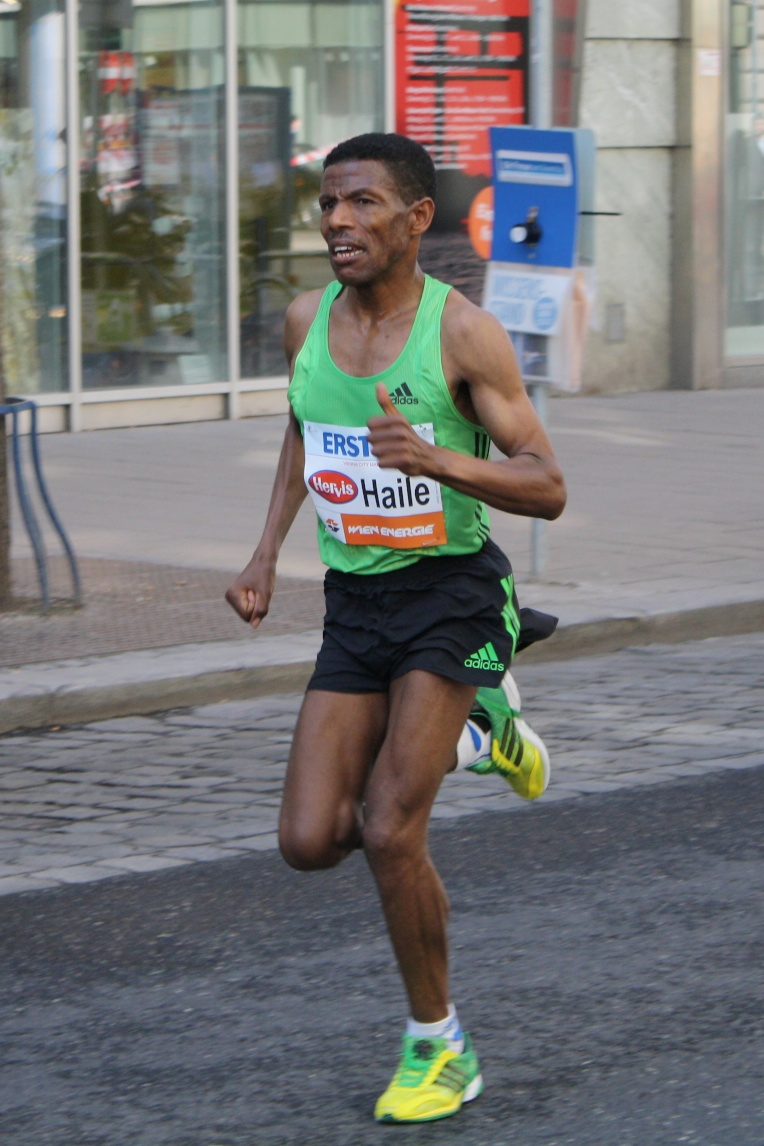
Nach seinem zweiten Platz über 5000 Meter eine knappe Woche zuvor errang Haile Gebrselassie (hier beim Vienna City Marathon 2011) nun seinen ersten großen Titel, dem noch viele weitere folgen sollten

22. August 1993, 17:00 Uhr
| Platz | Name                 | Nation      | Zeit (min) |
| ----- | -------------------- | ----------- | ---------- |
| 1     | Haile Gebrselassie   | Äthiopien   | 27:46,02   |
| 2     | Moses Tanui          | Kenia       | 27:46,54   |
| 3     | Richard Chelimo      | Kenia       | 28:06,12   |
| 4     | Stéphane Franke      | Deutschland | 28:10,69   |
| 5     | Aloÿs Nizigama       | Burundi     | 28:13,43   |
| 6     | Francesco Panetta    | Italien     | 28:27,05   |
| 7     | Todd Williams        | USA         | 28:30,49   |
| 8     | Antonio Fabián Silio | Argentinien | 28:36,88   |
| 9     | Germán Silva         | Mexiko      | 28:39,47   |
| 10    | William Sigei        | Kenia       | 28:54,39   |
| 11    | Antonio Serrano      | Spanien     | 29:04,10   |
| 12    | Salvatore Antibo     | Italien     | 29:10,83   |
| 13    | Boay Akonay          | Tansania    | 29:15,13   |
| 14    | Armando Quintanilla  | Mexiko      | 29:32,34   |
| 15    | Tadashi Fukushima    | Japan       | 29:46,70   |
| 16    | José Carlos Adán     | Spanien     | 30:04,34   |
| 17    | Dan Nelson           | USA         | 30:41,72   |
| DNF   | Fita Bayisa          | Äthiopien   |            |
| DNF   | Oleg Strizhakov      | Russland    |            |
| DNF   | Rolando Vera         | Ecuador     |            |

## Video
- 1993 Stuttgart World Championship 10000m, Video veröffentlicht am 3. März 2013 auf youtube.com, abgerufen am 9. Mai 2020